# 上村信之介
上村信之介(かみむら しんのすけ、1975年1月22日-)は、日本のフットサル選手である。ポジションはアラ。
エルマーズから府中水元クラブを経て、1999年、眞境名オスカー率いるFIRE FOX入団。2001年、FUTUROを結成。また同年にイランで行われた第3回AFCフットサル選手権では日本代表として出場している。
「ミスター・フットサル」の異名を持ち、サッカー漫画「キャプテン翼」に彼をモデルとした「風見信之助」というキャラクターが登場した。